# Yiheng Wang
Yiheng Wang (16 de diciembre de 2013) es un speedcuber chino. Actualmente posee el récord mundial de resolución de Cubo de Rubik con un promedio de 3,90 segundos y de la segunda resolución individual más rápida del 3×3×3 con 3,08 segundos.

## Carrera como speedcuber
Wang participó en su primera competencia de la World Cube Association (WCA) en septiembre de 2019, a la edad de cinco años. Ganó su primer título de competición en enero de 2021, a los siete años. En agosto de 2023, a los nueve años, estuvo a 0,01 segundos de ganar el Campeonato Mundial WCA 2023, terminando en segundo lugar detrás del estadounidense Max Park y justo por delante del polaco  Tymon Kolasiński.
El 10 de marzo de 2023, a los nueve años, Wang estableció su primer récord mundial promedio, con el 3×3×3, en una competencia en Kuala Lumpur, Malasia, con un tiempo de 4,69 segundos.  El récord anterior, de 4,86 segundos, lo tenían conjuntamente Max Park y Tymon Kolasiński. Desde entonces, Wang ha establecido seis récords consecutivos más en el evento, bajando su tiempo a 4.48, 4.36, 4.25, 4.09 segundos, empatando su propio 4.09 y luego bajándolo aún más a 4.05.
El dominio global de Wang en el 3×3×3 alcanzó su punto máximo en diciembre de 2024, cuando obtuvo el 29.º rendimiento promedio más rápido de todos los tiempos, con tiempos que oscilaron entre 4,73 y 4,05 segundos. Actualmente posee 68 de los 100 promedios más rápidos de 3×3×3, junto con el tiempo individual más rápido de 3×3×3, con 3,08 segundos, obtenido el 16 de febrero de 2025.
Wang también posee el récord mundial promedio de 2×2×2 con un tiempo de 0,86 segundos.

## La controversia sobre el promedio del récord mundial 2x2x2

### Incidente de "deslizamiento"
El 22 de junio de 2024 en Johor Bahru, Malasia, Wang logró un promedio récord mundial de 0,78 segundos en el Cubo de Rubik 2×2×2. La forma en que Wang inició el cronómetro StackMat, estándar para competencias, generó críticas; el análisis cuadro por cuadro de las soluciones reveló que Wang había tocado o incluso comenzado a girar el rompecabezas antes de levantar sus manos del cronómetro en algunas de las soluciones, ambas constituyen penalizaciones individuales de dos segundos. La técnica se denominó "sliding" (deslizamiento), ya que implica deslizar las manos hacia adelante para mover el rompecabezas en lugar de levantarlas, evitando así temporalmente que el cronómetro se inicie y pueda registrar un tiempo más rápido. Sin embargo, a pesar de la posible evidencia de violaciones de la regulación a partir del análisis de video cuadro por cuadro, solo el análisis de video a máxima velocidad se consideró evidencia válida para la penalización, debido a una decisión de 2019.

### Declaración inicial del Comité de Regulaciones y la Junta Directiva de la WCA
El 27 de septiembre de 2024, el Comité de Regulaciones de la WCA (WRC), responsable de decidir sobre esos "incidentes no resueltos y descubiertos", publicó una declaración conjunta con la Junta Directiva de la WCA sobre el asunto; si bien el WRC anunció que ahora utilizaría el análisis cuadro por cuadro en ciertos casos, como los récords mundiales, la Junta concluyó que las resoluciones de Wang "no podían determinarse de manera concluyente como una violación de las Regulaciones, políticas y procedimientos de la WCA que están vigentes en el momento del intento, y no pueden aplicarse retroactivamente a intentos anteriores".

### Revocación de la decisión de la Junta Directiva
El 11 de octubre de 2024, la junta directiva devolvió públicamente la discreción en materia de penalización al WRC.
El 25 de octubre de 2024, el WRC anunció que las resoluciones de Wang serían penalizadas retroactivamente, cambiando el resultado de 0,78 a 3,47 y despojando así parcialmente a Wang del título de récord mundial; su segundo mejor promedio de 0,92 segundos del mismo evento es idéntico al promedio establecido por Zayn Khanani de los Estados Unidos en New Cumberland County 2024, lo que significa que Wang y Khanani mantuvieron conjuntamente el récord hasta el 15 de diciembre de 2024, cuando Wang logró un promedio de 0,88 segundos, al que luego le siguió un promedio de 0,86 segundos.